# Кунаховичі
Кунаховичі (біл. Кунахавічы) — село в Білорусі, у Кам'янецькому районі Берестейської області. Орган місцевого самоврядування — Верховицька сільська рада.

## Географія
Розташоване за 10 км від залізничної станції Погранична.

## Історія
Власниками маєтку в селі були магнати Пусловські. У 1921 році село входило до складу гміни Верховичі Берестейського повіту Поліського воєводства Польської Республіки. У період входження до міжвоєнної Польщі мешканці села безуспішно зверталися до міністерства освіти Польщі з вимогою відкрити в українську школу.

## Населення
За переписом населення Білорусі 2009 року чисельність населення села становило 87 осіб.
Станом на 10 вересня 1921 року в селі налічувалося 32 будинки та 144 мешканці, з них:
- 62 чоловіки та 82 жінки;
- 144 православні;
- 68 українців (русини), 74 поляки, 2 білоруси.